# Episinus similitudus
Episinus similitudus är en spindelart som beskrevs av Arthur Urquhart 1893. Episinus similitudus ingår i släktet Episinus och familjen klotspindlar. Inga underarter finns listade i Catalogue of Life.